# Tuban (Gondangrejo)
Tuban is een bestuurslaag in het regentschap Karanganyar van de provincie Midden-Java, Indonesië. Tuban telt 6849 inwoners (volkstelling 2010).